# جيرالد إل. ميلر
جيرالد إل. ميلر (بالإنجليزية: Gerald L. Miller)‏ هو ضابط أمريكي، ولد في 9 سبتمبر 1942 في أبلتون في الولايات المتحدة.